# Bronchocela shenlong
Espèce
Bronchocela shenlong est une espèce de sauriens de la famille des Agamidae.

## Répartition
Cette espèce est endémique de Malaisie. Elle se rencontre à Bukit Larut au Perak et dans les Cameron Highlands au Pahang.

## Publication originale
- Grismer, Wood, Lee, Quah, Anuar, Ngadi & Sites, 2015 : An integrative taxonomic review of the agamid genus Bronchocela (Kuhl, 1820) from Peninsular Malaysia with descriptions of new montane and insular endemics. Zootaxa, no 3948 (1), p. 1–23.